# Dawnstar
Dawnstar (с англ. — «Рассветная звезда») —   венгерская инди-рок группа из Будапешта. Оригинальный состав группы включал в себя автора песен Аттилу Винда (вокал / гитара), Балинта Хамваша (бас), Анну Митропулос (клавишные) и Виктора Альберта (ударные). Звук группы, как правило, представлял собой смесь фланцевых и легких искаженных гитар, пульсирующих басов и чарующих клавишных мелодий. Dawnstar представлял собой смесь психоделики середины 1960-х, гота конца 1970-х, гранжа середины 1980-х и инди-рока.

## История

### Формирование
В середине 1990-х годов Аттила Винд познакомился с Балинтой Хамвашем в гимназии Телеки Бланка в Будапеште, Венгрия. Фактически в 1999 году они создали Ansellia как проект дуэта, названный в честь одноименной орхидеи, и записали свое первое демо, Eunomia. В 2000 году Аттила Винд сочинил восемь новых треков, которые были записаны в Пилишчабе. Это демо под названием Vanity (русский: тщеславие) помогло группе нанять Альберта, который был одноклассником Хамваша в Будапештской бизнес-школе. После нескольких концертов в местных клубах, весной 2001 года группа начала использовать имя Dawnstar, которое является портманто ″dawn″ и ″star″ в качестве альтернативы для Morning Star или Venus вместо Ansellia. Они дали свой первый концерт с этим новым названием 13 декабря 2002 года в клубе Woodoo в Csepel. Раннее звучание группы было под влиянием гранж-революции из Сиэтла. Однако позже группа начала смешивать их звучание со многими различными музыкальными жанрами, такими как психоделия, пост-панк и гаражный рок. В 2002 году Dawnstar записали свое третье демо, Under Your Wings (с англ. — «Под вашими крыльями»), в пикап студии в Будапеште. Результатом была смесь смежных стихов и искаженных припевов, создающих отличительный звук группы.
Группа взяла перерыв с 2003 по 2005 год из-за зарубежных исследований её участников. В 2003 году Винд продолжил обучение в университете Триеста в Италии, а Хамваш в университете Падуи в 2004 году.
16 апреля 2005 года Dawnstar выступила на Ecofest, организованном для празднования экологически чистых идей по Védegylet. За неделю до шоу Винд нанял Митропулоса в качестве дополнительного музыканта для игры на клавиатуре. Наконец, Митропулос присоединился к Dawnstar в качестве постоянного члена в конце 2005 года.
В 2006 году Dawnstar записали свое четвёртое демо под названием «Исповедь метросексуала».
В 2006 году группа отыграла три спектакля в театре Erzsébetliget в Будапеште. Перед своим третьим выступлением 31 ноября 2006 года участники группы дали интервью солисту Беатрис Феро Надю.
30 марта 2007 года Dawnstar выступили на Будапештском фестивале Fringe.

### Change The World
В 2007 году Dawnstar выпустили свой первый EP Change The World, включающий три песни: заглавный трек Change The World, Scarlet и Don’t Die A Martyr For Me. В качестве звукорежиссёров группа выбрала Золтана Такача из Heaven Street Seven и Ласло Филиппа. Группа провела два дня с записью в Abnormal Studios в ноябре 2007 года.
В 2009 году Dawnstar выступили на фестивале Donaukanaltreiben в Вене, Австрия. Группа была замечена на веб-сайте сообщества Myspace Хейдимари Пирингером, который организовал концерт для группы в столице Австрии.
В 2010 году Dawnstar выступили на фестивале Fringe в Пече, который в том же году был выбран культурной столицей Европы. В следующем году, 1 апреля 2011 года, Dawnstar в третий раз выступили на Будапештском фестивале Fringe.
22 января 2017 года песня группы под названием «Don’t Die A Martyr For Me» была включена в список антивоенных песен на итальянском веб-сайте Antiwar Songs.

### Saturnine Valentines
В 2012 году Dawnstar начали записывать свой первый полноформатный студийный альбом под названием Saturnine Valentines на студии Abnormal в Будапеште. Группа наняла Давида Шрама, который ранее работал над Shell Beach’s This Is Desolation и FreshFabrik’s MORA в качестве инженера микширования и мастеринга своего альбома.
В 2013 году Dawnstar загрузили три песни (Love’s Gonna Be Tender, In Heaven We Meet Again, Ophelia) с их нового студийного альбома на YouTube и SoundCloud а через три месяца полная запись была доступна на Bandcamp.. В этом же году Dawnstar был представлен в фильме JD Doyle’s Queer Music Heritage. В декабре песня Love Out Gon Be Be Tender была презентована на OutRadio.
2016 года в Underground Magazin состоялась премьера первого видеоклипа группы «In Heaven We Meet Again». Видео было снято в Ирём в декабре 2015 года и было снято Wind. Видео было навеяно психологическим фильмом ужасов Дэвида Мирика и Эдуардо Санчеса « Проект Блэр Ведьма».
2016 года группа сыграла шоу в Szilvuplé Bár és Varieté в Будапеште с тремя приглашенными вокалистами, среди которых: Виктория Винд (урожденная Бордач), Жофия Топорци (Плюсснапальм) и Виктора Шерег. Это был первый раз, когда приглашенный вокалист был приглашен для поддержки группы.
2016 года Dawnstar выпустили второе видео под названием London Nights. В видео Винд бродит по улицам Лондона мимо некоторых известных достопримечательностей, таких как Тауэрский мост и собор Святого Павла. Другие участники группы, Альберт и Хамваш, с нетерпением ждут, когда Уинд прибудет в репетиционную комнату. В конце видео Wind прибывает в репетиционную комнату, и группа начинает играть песню вместе. Лондонские сцены были сняты 13 июля 2013 года, а остальная часть видео была снята в Будапеште 22 мая 2016 года.
В августе 2016 года группа дебютировала на Rádió Rock 95.8 с песней In Heaven We Meet Again. 9 сентября 2016 года на радиостанции была также показана ещё одна песня Saturnine Valentines, London Nights.
2016 года группа дала интервью Адаму Редлу на Rádió Rock 95.8. Во время часового разговора на радиостанции было передано 5 песен, включая «Love Gonna Be Tender», «Офелия», «Почти все пламя угаснет» и две ранее сыгранные песни: «На небесах мы встретимся снова» и «Лондонские ночи».
13 апреля 2017 года Жолт Семеньи присоединился к Dawnstar в качестве клавишника.

## Участники группы
| Текущий состав - Виктор Альберт — ударные (2001—) - Балинт Хамваш — бас-гитара, бэквокал (2001—) - Аттила Винд — вокал, гитара (2001—) Бывшие участники - Жомбор Хаваш — гитара (2006) - Анна Митропулос — клавиатура (2005—2011) - Жольт Семеньеи — гитара (2017) | Touring members - Виктория Винд (урожденная Бордач) — бэквокал - Жофия Топорци — бэквокал - Виктория Шерег — бэквокал |

## Дискография
Альбомы
- Change The World (Изменить мир) (2007)
- Saturnine Valentines (Сатурнин Валентина) (2013)

одиночный разряд
- Любовь будет нежной (2013)

## Видео
Видеоклипы
- На небесах мы снова встретимся (2016)[14]
- Лондонские ночи (2016)[18]